# Lofotr Vikingmuseum

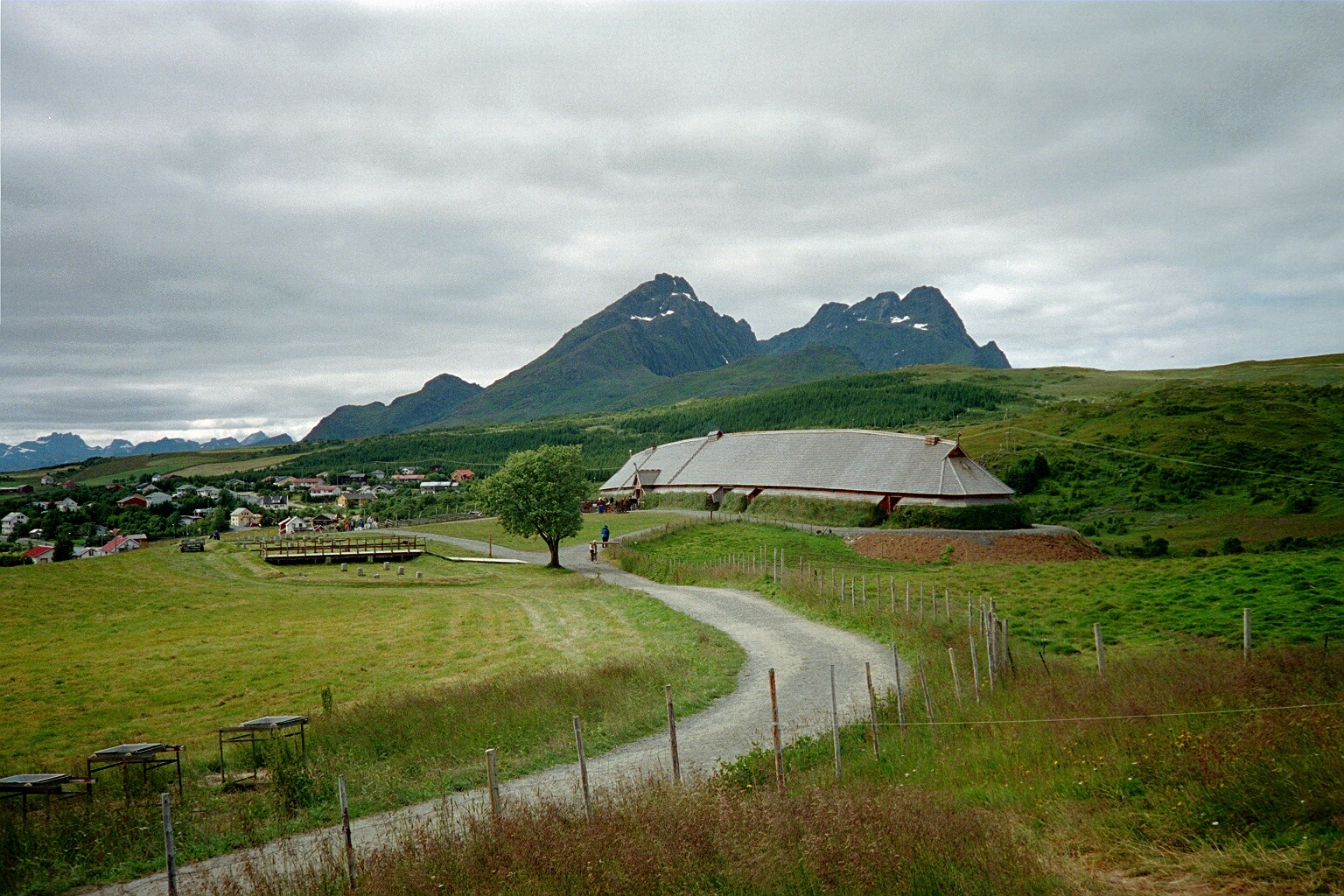
Lofotr Vikingmuseum sett från sydväst.

Lofotr Vikingmuseum är ett historiskt museum, som baserar sig på en rekonstruktion av Borgs hövdingahus från Vikingatiden på ön Vestvågøy i Vestvågøy kommun på Lofoten i norra Norge. Det ligger nära orten Bøstad.

## Historik
År 1983 upptäckte arkeologer ett hövdingahus i Borg, en stor vikingatida byggnad, som tros ha byggts omkring år 500 efter Kristus. Ett skandinaviskt samarbetsprojekt genomfördes i Borg mellan 1981 och 1989. Utgrävningarna avslöjade den största byggnaden från vikingatid, som hittats i Norge. Grunden till hövdingahuset mätte 83 x 9 meter. Det beräknas att platsen i Borg övergavs omkring år 950 efter Kristus.

## Vikingamuseet
Sedan utgrävningarna avslutats, lät man återstoden av ruinerna ligga synliga. Långhuset rekonstruerades i närheten, norr om utgrävningsplatsen, och Lofotr Vikingmuseum öppnades 1991. Museet visar en fullskalig rekonstruktion av hövdingahuset, och innehåller en smedja, två skepp, varav en replik av Gokstadsskeppet, och deras båthus, samt olika arrangemang för att visualisera de dåtida vikingarnas liv. Huvudbyggnaden ritades av Gisle Jakhelln.
Det rekonstruerade hövdingahuset är baserat på utgrävningarna av det ursprungliga huset från dess sista bebodda period. Marknivån, placeringen av stolparna som håller uppe taket, eldstad och väggar har placerats såsom de lokaliserats vid utgrävningarna. Alla detaljer över marknivån är baserade på tolkningar av skriftliga källor eller på jämförelser med fynd från andra platser. Bredden på huset är nio meter. Höjd och takvinkel har bestämts efter forskning på motsvarande långhus över hela Norden. Även bevarade norska byggnader från medeltiden, som stavkyrkor, har beaktats vid val av rekonstruktionsalternativ. Det nya huset är placerat parallellt med grunden för det ursprungliga huset. Den grunden är rekonstruerad i så måtto att fyrkantiga stolpar markerar ursprungliga stolphål och att också väggarnas plats markerats.  
Lofotr Vikingmuseums administration ligger i Borges församlings tidigare prästgård. Planeringen för en utvidgning av museet med en stor samlingslokal mellan entrébyggnaden och hövdingahuset avbröts i september 2006, då det visade sig finnas lämningar där efter uppemot 2000 år gamla kokplatser och hål efter husstolpar.  
Sedan dess har området grävts ut och nya byggnader uppförts, vilket innebär ett tillskott av två nya utställningshallar och en filmsal. I utställningssalarna visas fynd och gjorda utgrävningar i Borg genom videofilmer och föremål.